# Eagleheart
Eagleheart е тринайдесетият сингъл на финландската група „Стратовариус“, издаден през 2002 г. от Nuclear Blast.

## Състав
- Тимо Котипелто – вокали
- Тимо Толки – китара
- Яри Кайнулайнен – бас китара
- Йенс Юхансон – клавишни
- Йорг Михаел – ударни